# Xã Polk, Quận Marshall, Indiana
Xã Polk (tiếng Anh: Polk Township) là một xã thuộc quận Marshall, tiểu bang Indiana, Hoa Kỳ. Năm 2010, dân số của xã này là 2.824 người.